# Paweł Szefernaker
Paweł Maciej Szefernaker (ur. 27 lutego 1987 w Szczecinie) – polski polityk, prawnik, działacz partyjny i samorządowiec. Były przewodniczący Forum Młodych PiS, poseł na Sejm RP VIII, IX i X kadencji, w latach 2015–2018 sekretarz stanu w Kancelarii Prezesa Rady Ministrów, w latach 2018–2023 sekretarz stanu w Ministerstwie Spraw Wewnętrznych i Administracji, w 2023 minister spraw wewnętrznych i administracji w trzecim rządzie Mateusza Morawieckiego, od 2025 sekretarz stanu w Kancelarii Prezydenta RP i szef Gabinetu Prezydenta RP.

## Życiorys
Absolwent Katolickiego Liceum Ogólnokształcącego w Szczecinie. Ukończył następnie prawo w Europejskiej Wyższej Szkole Prawa i Administracji w Warszawie. W czasie studiów współtworzył komitet inicjatywy ustawodawczej „Przywracamy ulgi dla studentów”. Zaangażował się w działalność polityczną w ramach Prawa i Sprawiedliwości, został etatowym pracownikiem tego ugrupowania (koordynatorem ds. struktur partii).
W 2010 uzyskał mandat radnego warszawskiej dzielnicy Śródmieście; złożył go w lipcu 2014. W tym samym miesiącu wyznaczony przez komitet polityczny PiS na przewodniczącego Forum Młodych Prawa i Sprawiedliwości, pełnił tę funkcję przez kilka lat. Był ponadto wiceprzewodniczącym Europejskich Młodych Konserwatystów. W wyborach w 2014 został radnym sejmiku zachodniopomorskiego.
W 2015 kierował internetową częścią kampanii prezydenckiej Andrzeja Dudy. W tym samym roku wystartował w wyborach do Sejmu w okręgu koszalińskim. Uzyskał mandat posła VIII kadencji, otrzymując 6991 głosów. Również w 2015 znalazł się w drugiej edycji zestawienia „New Europe 100 Challengers”, obejmującego liderów innowacji w Europie Środkowo-Wschodniej.
16 listopada 2015 powołany na sekretarza stanu w KPRM. 19 listopada 2016 został prezesem koszalińskiego zarządu okręgowego PiS, otrzymując w wyborach 149 na 156 oddanych przez delegatów głosów. 17 stycznia 2018 został powołany na stanowisko sekretarza stanu w Ministerstwie Spraw Wewnętrznych i Administracji, objął również funkcję pełnomocnika rządu ds. współpracy z samorządem terytorialnym, powierzono mu nadto odpowiedzialność za sprawy związane z administracją, współpracą z samorządem terytorialnym, kościołami, związkami wyznaniowymi oraz mniejszościami narodowymi i etnicznymi. W wyborach parlamentarnych w 2019 z powodzeniem ubiegał się o poselską reelekcję, otrzymując 22 116 głosów. Po tych wyborach pozostał na dotychczasowym stanowisku w MSWiA. W 2021 został powołany na przewodniczącego Komisji ds. wsparcia Rządowego Funduszu „Polski Ład”: Program Inwestycji Strategicznych. W kwietniu 2022 został powołany na stanowisko pełnomocnika rządu ds. uchodźców wojennych z Ukrainy.
W wyborach w 2023 po raz trzeci z rzędu uzyskał mandat poselski, zdobywając 29 764 głosy. 27 listopada 2023 tego samego roku został przez prezydenta Andrzeja Dudę powołany na funkcję ministra spraw wewnętrznych i administracji w trzecim rządzie Mateusza Morawieckiego. Sprawował ją do 13 grudnia 2023.
W 2024 z ramienia PiS startował w wyborach do Parlamentu Europejskiego z okręgu nr 13. W październiku tego samego roku wszedł w skład komitetu wykonawczego PiS. W kolejnym miesiącu został ogłoszony szefem sztabu Karola Nawrockiego przed wyborami prezydenckimi, które odbyły się 18 maja i 1 czerwca 2025.
Kilka dni po wygranych wyborach Karol Nawrocki zapowiedział powołanie Pawła Szefernakera na stanowisko szefa Gabinetu Prezydenta RP. Funkcję tę polityk objął 7 sierpnia 2025, został też sekretarzem stanu w Kancelarii Prezydenta RP; w konsekwencji wygasł jego mandat poselski.

## Wyniki w wyborach ogólnopolskich
| Wybory | Komitet wyborczy                | Komitet wyborczy       | Organ              | Okręg          | Wynik        |
| ------ | ------------------------------- | ---------------------- | ------------------ | -------------- | ------------ |
| 2015   |                                 | Prawo i Sprawiedliwość | Sejm VIII kadencji | nr 40          | 6991 (3,22%) |
| 2019   | Sejm IX kadencji                | Prawo i Sprawiedliwość | 22 116 (8,14%)     | nr 40          |              |
| 2023   | Sejm X kadencji                 | Prawo i Sprawiedliwość | 29 764 (9,24%)     | nr 40          |              |
| 2024   | Parlament Europejski X kadencji | Prawo i Sprawiedliwość | nr 13              | 13 156 (1,73%) |              |

## Wyróżnienia
„Dziennik Gazeta Prawna” kilkukrotnie umieszczał go w rankingu 50 najbardziej wpływowych polskich prawników. W 2023 Paweł Szefernaker zajął w tym zestawieniu pierwsze miejsce, co uzasadniono odpowiedzialnością za przygotowanie specustawy i jej kolejnych nowelizacji, które ustanowiły podstawy systemu opieki nad Ukraińcami uciekającymi do Polski na skutek wywołanej rosyjską inwazją wojny.
Laureat organizowanego przez „Głos Koszaliński” plebiscytu Osobowość Roku Województwa Zachodniopomorskiego 2020 w kategorii „polityka”. W 2023 podczas VIII Europejskiego Kongresu Samorządów otrzymał Nagrodę Polsko-Ukraińską „Wspólna Sprawa” w kategorii „człowiek”.

## Życie prywatne
Syn Przemysława i Edyty. Żonaty z Magdaleną, ma dwóch synów: Stanisława i Jana.